# Interstate 84 (oost)
De Interstate 84 oost (afgekort I-84) is een Interstate highway in de Verenigde Staten. De snelweg loopt van Dunmore tot aan Sturbridge. De snelweg is ongeveer 375 kilometer lang.

## Traject

### Interstate 84 inPennsylvania
De snelweg begint aan de Interstate 81 in Scranton, een grote stad in het noordoosten van Pennsylvania. Vanaf hier loopt de snelweg naar het oosten tot aan de rivier de Delaware, tevens de grens met New York. De route in Pennsylvania is 87 kilometer lang.

### Interstate 84 inNew York
Bij Port Jervis komt de I-84 New York binnen, en men komt door het zuiden van de staat, langs Middletown, en langs Newburgh, waar men de Interstate 87 kruist. De route in New York is 114 kilometer lang.

### Interstate 84 inConnecticut
De snelweg loopt oost-west door deze kleine staat. Bij Danbury komt de snelweg de staat binnen, en men doorkruist hierna de stad Waterbury. In Hartford, de hoofdstad van Connecticut kruist men de Interstate 91. De route in Connecticut is 158 kilometer lang.

### Interstate 84 inMassachusetts
Het gedeelte in Massachusetts loopt tot aan Sturbridge, aan de Interstate 90. De route in Massachusetts is slechts 13 kilometer lang. 

## Lengte
| Staat         | km     | mijl   |  |
|               |        |        |  |
| Pennsylvania  | 87,79  | 54.55  |  |
| New York      | 115,53 | 71.79  |  |
| Connecticut   | 157,55 | 97.90  |  |
| Massachusetts | 13,12  | 8.15   |  |
|               |        |        |  |
| Totaal        | 374,00 | 232.39 |  |

2 · 4 · 5 · 8 · 10 · 12 · 15 · 16 · 17 · 19 · 20 · 22 · 24 · 25 · 26 · 27 · 29 · 30 · 35 · 37 · 39 · 40 · 43 · 44 · 45 · 49 · 55 · 57 · 59 · 64 · 65 · 66 · 68 · 69 · 70 · 71 · 72 · 73 · 74 · 75 · 76 (west) · 76 (oost) · 77 · 78 · 79 · 80 · 81 · 82 · 83 · 84 (west) · 84 (oost) · 85 · 86 (west) · 86 (oost) · 87 · 88 (west) · 88 (oost) · 89 · 90 · 91 · 93 · 94 · 95 · 96 · 97 · 99 · 165 · 238 · 265 · 277 · 278 · 287 · 355 · 390 · 465 · 485 · 565 · 684 · 787 · 790 · 865

Hawaii:
H-1 · H-2 · H-3  
Alaska:
A-1 · A-2 · A-3 · A-4  
Puerto Rico:
PR-1 · PR-2 · PR-3